# Constituição do Estado de Santa Catarina
A Constituição do Estado de Santa Catarina é a lei fundamental que rege o estado Estado de Santa Catarina, de acordo com os princípios da Constituição Federal.

## História
Foi promulgada pela Assembleia Estadual Constituinte de Santa Catarina, no Palácio Barriga Verde, no dia 5 de outubro de 1989 e publicada no mesmo dia em edição do Diário Oficial do Estado de Santa Catarina.

### Primeira emenda
A emenda numero um à Constituição do estado foi promulgada pela mesa da Assembleia Legislativa de Santa Catarina no dia 26 de junho de 1991.

## Preâmbulo
A Constituição Política catarinense tem o seguinte preâmbulo:
| “ | O povo catarinense, integrado à nação brasileira, sob a proteção de Deus e no exercício do poder constituinte, por seus representantes, livre e democraticamente eleitos, promulga esta Constituição do Estado de Santa Catarina.. | ” |

### Corpo redacional
A redação do corpo ou texto Constituição do Estado de Santa Catarina compôe-se de uma literatura com 196 artigos e, a estes, acrescentam-se 56 artigos do texto do Ato das Disposições Constitucionais Transitórias e os artigos que nasceram de emendas constitucionais repetem a mesma numeração seguida de uma letra do alfabeto.

### Corpo constituinte
Elenco dos deputados, deputadas, juristas e especialistas que assinaram o texto:
- Aloísio Piazza, Presidente da Assembleia Estadual Constituinte de Santa Catarina de 1989
- Stélio Boabaid (Vice-presidente)
- João Romário (1º Secretário)
- Wilson Wan-Dall (2º Secretário)
- João Gaspar (3º Secretário)
- Salomão Ribas Júnior (Presidente da Comissão de Sistematização)
- Neuzildo Fernandes (Relator Geral- in memoriam)
- Joaquim Lemos (Relator Adjunto)
- Lírio Rosso (Relator Adjunto) (in memoriam)
- Pedro Bittencourt Neto (Relator Adjunto)
- Ademar Frederico Duwe
- Admir Bortolini
- Cesar Souza
- Dércio Knop
- Francisco Mastella (in memoriam)
- Gasparino Raimondi
- Gilson dos Santos
- Heitor Sché
- Hugo Matias Biehl
- Ivan Ranzolin
- Jarvis Gaidzinski (in memoriam)
- João Matos
- José Bel
- José Zeferino Pedroso
- José Luiz Cunha
- Jorge Gonçalves da Silva
- Juarez Rogério Furtado
- Julio Garcia
- Lauro Vieira de Brito
- Leodegar Tiscoski
- Luci Teresinha Choinacki
- Mário Roberto Cavallazzi
- Martinho Herculano Ghizzo
- Nelson Locatelli
- Nilton Jacinto
- Paulo Bauer
- Raulino Rosskamp
- Sidney Pacheco
- Valdir Baretta
- Vânio de Oliveira

Participantes:
- Iraí Zílio (in memoriam)
- Paulo Afonso Evangelista Vieira
- Rivaldo Maccari
- Alan Índio Serrano
- Altair Guidi
- João Macagnan
- Luiz Amilton Martins
- Nodgi Enéas Pelizzetti
- Raimundo Colombo[6]

## Constituições anteriores

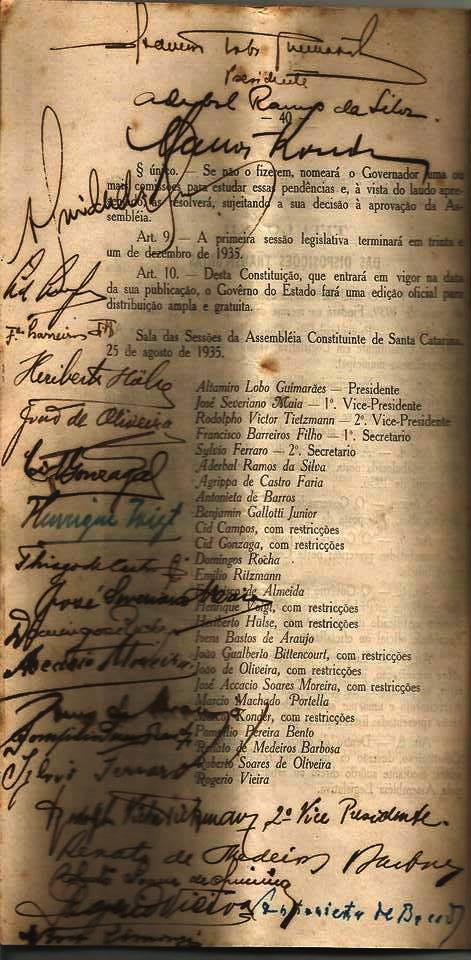
Autógrafos dos constituintes de 1935.

O Estado de Santa Catarina, assim como os demais já construiu outras Constituições Políticas conforme necessidade de acompanhar a realidade constitucional nacional. Assim, por sua vez, o estado já foi regido pelas seguintes Cartas Magnas Estaduais:
- Constituição do Estado de Santa Catarina de 1891, promulgada em 11 de junh de 1891.[7]
- Constituição do Estado de Santa Catarina de 1895, promulgada em 26 de janeiro de 1895. Essa constituição, assim como em alguns outros estados, foi devido a  subida de Floriano Peixoto ao poder[8].
- Constituição do Estado de Santa Catarina de 1935
- Constituição do Estado de Santa Catarina de 1947
- Constituição do Estado de Santa Catarina de 1967